# Snovatky
Snovatky (Embioptera) je malý řád křídlatého hmyzu. Na celém světě je známo asi 200 druhů. Žijí v tropech, subtropech a na pobřeží Středozemního a Černého moře. V Česku se nevyskytují.

## Popis
Dosahují velikosti od 4 do 20 mm. Mají hnědé štíhlé protáhlé tělo. Na velké oválné hlavě mají malé složené oči a poměrně krátká tykadla. Ústní ústrojí je kousací. Hruď je složená ze tři vzájemně pohyblivých článků. Nohy jsou přizpůsobené k běhaní. Přední nohy mají na sobě snovací žlázy. Samci jsou okřídlení, samice jsou bezkřídlé. Přední a zadní křídla jsou si podobná. Zadeček má deset článků.

## Způsob života
Živí se rostlinami nebo květy. Zdržují se v opadance, pod kameny nebo kůrou, kde si budují chodbičky vystlané hedvábnými vlákny. Vlákno vzniká ve žlázách na konci předních nohou. Prolézají svými chodbičkami a kolem nich a při vyrušení hbitě zmizí.